# Systematik der Moose
Die Systematik der Moose listet alle Taxa der Moose bis zur Ebene der Familie. Die vorliegende Systematik folgt der von Michael Stech und Wolfgang Frey 2009 in Syllabus of Plant Families publizierten.
- Abteilung Lebermoose (Marchantiophyta)
  - Überklasse I
    - Klasse Treubiopsida
      - Ordnung Treubiales
        - Familie Treubiaceae

    - Klasse Haplomitriopsida
      - Ordnung Haplomitriales
        - Familie Haplomitriaceae

  - Überklasse II
    - Klasse Blasiopsida
      - Ordnung Blasiales
        - Familie Blasiaceae

    - Klasse Marchantiopsida
      - Unterklasse Sphaerocarpidae
        - Ordnung Sphaerocarpales
          - Unterordnung Sphaerocarpineae
            - Familie Sphaerocarpaceae

          - Unterordnung Riellineae
            - Familie Riellaceae

      - Unterklasse Marchantiidae
        - Ordnung Monocleales
          - Familie Monocleaceae

        - Ordnung Neohodgsoniales
          - Familie Neohodgsoniaceae

        - Ordnung Lunulariales
          - Familie Lunulariaceae

        - Ordnung Marchantiales
          - Unterordnung Marchantiineae
            - Familie Aytoniaceae
            - Familie Cleveaceae
            - Familie Conocephalaceae
            - Familie Dumortieraceae
            - Familie Exormothecaceae
            - Familie Marchantiaceae
            - Familie Monosoleniaceae
            - Familie Wiesnerellaceae

          - Unterordnung Corsiniineae
            - Familie Corsiniaceae
            - Familie Cyathodiaceae

          - Unterordnung Monocarpineae
            - Familie Monocarpaceae

          - Unterordnung Targioniineae
            - Familie Targioniaceae

        - Ordnung Ricciales
          - Familie Oxymitraceae
          - Familie Ricciaceae

  - Überklasse III
    - Klasse Fossombroniopsida
      - Ordnung Fossombroniales
        - Familie Allisoniaceae
        - Familie Fossombroniaceae
        - Familie Makinoaceae
        - Familie Petalophyllaceae
        - Familie Sandeothallaceae

    - Klasse Pallaviciniopsida
      - Ordnung Phyllothalliales
        - Familie Phyllothalliaceae

      - Ordnung Pallaviciniales
        - Familie Moerckiaceae
        - Familie Pallaviciniaceae

      - Ordnung Hymenophytales
        - Familie Hymenophytaceae

    - Klasse Pelliopsida
      - Ordnung Noterocladales
        - Familie Noterocladaceae

      - Ordnung Pelliales
        - Familie Pelliaceae

  - Überklasse IV
    - Klasse Jungermanniopsida
      - Unterklasse Jungermanniidae
        - Überordnung Jungermannianae
          - Ordnung Perssoniellales
            - Familie Perssoniellaceae
            - Familie Schistochilaceae

          - Ordnung Jungermanniales
            - Unterordnung Balantiopsineae
              - Familie Balantiopsaceae
              - Familie Trichotemnomaceae

            - Unterordnung Jungermanniineae
              - Familie Acrobolbaceae
              - Familie Antheliaceae
              - Familie Calypogeiaceae
              - Familie Gymnomitriaceae
              - Familie Jungermanniaceae
              - Familie Mesoptychiaceae
              - Familie Myliaceae
              - Familie Stephaniellaceae

            - Unterordnung Brevianthineae
              - Familie Brevianthaceae
              - Familie Chonecoleaceae

            - Unterordnung Geocalycineae s. str.
              - Familie Geocalycaceae
              - Familie Gyrothyraceae

          - Ordnung Jamesoniellales
            - Familie Adelanthaceae
            - Familie Jamesoniellaceae

          - Ordnung Lophoziales
            - Unterordnung Cephaloziineae
              - Familie Cephaloziaceae
              - Familie Cephaloziellaceae
              - Familie Jackiellaceae

            - Unterordnung Lophoziineae
              - Familie Blepharidophyllaceae
              - Familie Chaetophyllopsaceae
              - Familie Delavayellaceae
              - Familie Lophoziaceae
              - Familie Scapaniaceae

          - Ordnung Trichocoleales
            -               - Familie Blepharostomataceae
              - Familie Trichocoleaceae

          - Ordnung Lepidoziales
            -               - Familie Lepidoziaceae
              - Familie Neogrolleaceae
              - Familie Phycolepidoziaceae

          - Ordnung Lepidocoleales
            - Unterordnung Lepidocoleineae
              - Familie Lepidocoleaceae
              - Familie Vetaformaceae

            - Unterordnung Herbertineae
              - Familie Grolleaceae
              - Familie Herbertaceae
              - Familie Mastigophoraceae

          - Ordnung Pseudolepidocoleales
            - Familie Pseudolepidocoleaceae

          - Ordnung Lophocoleales
            - Familie Arnelliaceae
            - Familie Lophocoleaceae
            - Familie Plagiochilaceae

        - Überordnung Porellanae
          - Ordnung Ptilidiales
            - Familie Neotrichocoleaceae
            - Familie Ptilidiaceae

          - Ordnung Porellales
            - Unterordnung Lepidolaeninae
              - Familie Goebeliellaceae
              - Familie Jubulopsaceae
              - Familie Lepidolaenaceae

            - Unterordnung Porellineae
              - Familie Porellaceae

          - Ordnung Radulales
            - Familie Radulaceae

          - Ordnung Jubulales
            - Familie Frullaniaceae
            - Familie Jubulaceae
            - Familie Lejeuneaceae

      - Unterklasse Pleuroziidae
        - Ordnung Pleuroziales
          - Familie Pleuroziaceae

      - Unterklasse Metzgeriidae
        - Ordnung Aneurales
          - Familie Aneuraceae
          - Familie Mizutaniaceae
          - Familie Verdoorniaceae

        - Ordnung Metzgeriales
          - Familie Metzgeriaceae

- Abteilung Laubmoose (Bryophyta)
  - Unterabteilung Takakiophytina
    - Klasse Takakiopsida
      - Ordnung Takakiales
        - Familie Takakiaceae

  - Unterabteilung Sphagnophytina
    - Klasse Sphagnopsida
      - Ordnung Sphagnales
        - Familie Sphagnaceae

      - Ordnung Ambuchananiales
        - Familie Ambuchananiaceae

  - Unterabteilung Bryophytina
    - Klasse Andreaeopsida
      - Unterklasse Andreaeidae
        - Ordnung Andreaeales
          - Familie Andreaeaceae

      - Unterklasse Andreaeobryidae
        - Ordnung Andreaeobryales
          - Familie Andreaeobryaceae

    - Klasse Oedipodiopsida
      - Ordnung Oedipodiales
        - Familie Oedipodiaceae

    - Klasse Tetraphidopsida
      - Ordnung Tetraphidales
        - Familie Tetraphidaceae

    - Klasse Polytrichopsida
      - Ordnung Polytrichales
        - Familie Polytrichaceae

    - Klasse Bryopsida
      - Unterklasse Buxbaumiidae
        - Ordnung Buxbaumiales
          - Familie Buxbaumiaceae

      - Unterklasse Diphysciidae
        - Ordnung Diphysciales
          - Familie Diphysciaceae

      - Unterklasse Timmiidae
        - Ordnung Timmiales
          - Familie Timmiaceae

      - Unterklasse Encalyptidae
        - Ordnung Encalyptales
          - Familie Encalyptaceae

      - Unterklasse Funariidae
        - Ordnung Funariales
          - Familie Funariaceae
          - Familie Disceliaceae

      - Unterklasse Gigaspermidae
        - Ordnung Gigaspermales
          - Familie Gigaspermaceae

      - Unterklasse Dicranidae
        - Ordnung Catoscopiales
          - Familie Catoscopiaceae

        - Ordnung Scouleriales
          - Familie Drummondiaceae
          - Familie Scouleriaceae

        - Ordnung Bryoxiphiales
          - Familie Bryophixiaceae

        - Ordnung Grimmiales
          - Familie Grimmiaceae
          - Familie Ptychomitriaceae
          - Familie Seligeriaceae

        - Ordnung Archidiales
          - Familie Archidiaceae

        - Ordnung Mitteniales
          - Familie Mitteniaceae

        - Ordnung Dicranales
          - Familie Amphidiaceae
          - Familie Aongstroemiaceae
          - Familie Bruchiaceae
          - Familie Calymperaceae
          - Familie Dicranaceae
          - Familie Dicranellaceae
          - Familie Ditrichaceae
          - Familie Erpodiaceae
          - Familie Eustichiaceae
          - Familie Fissidentaceae
          - Familie Leucobryaceae
          - Familie Oncophoraceae
          - Familie Rhachitheciaceae
          - Familie Schistostegaceae
          - Familie Viridivelleraceae
          - Familie Wardiaceae

        - Ordnung Pottiales
          - Familie Ephemeraceae
          - Familie Hypodontiaceae
          - Familie Pleurophascaceae
          - Familie Pottiaceae
          - Familie Serpotortellaceae

      - Unterklasse Bryidae
        - Ordnung Hedwigiales
          - Familie Bryowijkiaceae
          - Familie Hedwigiaceae
          - Familie Rhacocarpaceae

        - Ordnung Helicophyllales
          - Familie Helicophyllaceae

        - Ordnung Bartramiales
          - Familie Bartramiaceae

        - Ordnung Splachnales
          - Familie Meesiaceae
          - Familie Splachnaceae

        - Ordnung Bryales
          - Familie Bryaceae
          - Familie Leptostomataceae
          - Familie Mniaceae
          - Familie Phyllodrepaniaceae
          - Familie Pseudoditrichaceae
          - Familie Pulchrinodaceae

        - Ordnung Orthotrichales
          - Familie Orthotrichaceae

        - Ordnung Orthodontiales
          - Familie Orthodontiaceae

        - Ordnung Aulacomniales
          - Familie Aulacomniaceae

        - Ordnung Rhizogoniales
          - Familie Rhizogoniaceae

        - Ordnung Hypnodendrales
          - Familie Braithwaiteaceae
          - Familie Hypnodendraceae
          - Familie Pterobryellaceae
          - Familie Racopilaceae

        - Ordnung Ptychomniales
          - Familie Ptychomniaceae

        - Ordnung Hookeriales
          - Familie Daltoniaceae
          - Familie Hookeriaceae
          - Familie Hypopterygiaceae
          - Familie Leucomiaceae
          - Familie Pilotrichaceae
          - Familie Saulomataceae
          - Familie Schimperobryaceae

        - Ordnung Hypnales
          - Familie Amblystegiaceae
          - Familie Anomodontaceae
          - Familie Antitrichiaceae
          - Familie Brachytheciaceae
          - Familie Calliergonaceae
          - Familie Catagoniaceae
          - Familie Climaciaceae
          - Familie Cryphaeaceae
          - Familie Echinodiaceae
          - Familie Entodontaceae
          - Familie Fabroniaceae
          - Familie Fontinalaceae
          - Familie Habrodontaceae
          - Familie Heterocladiaceae
          - Familie Hylocomiaceae
          - Familie Hypnaceae
          - Familie Lembophyllaceae
          - Familie Lepyrodontaceae
          - Familie Leskeaceae
          - Familie Leucodontaceae
          - Familie Meteoriaceae
          - Familie Microtheciellaceae
          - Familie Myriniaceae
          - Familie Myuriaceae
          - Familie Neckeraceae
          - Familie Orthorrhynchiaceae
          - Familie Phyllogoniaceae
          - Familie Plagiotheciaceae
          - Familie Prionodontaceae
          - Familie Pseudoleskeaceae
          - Familie Pseudoleskeellaceae
          - Familie Pterigynandraceae
          - Familie Pterobryaceae
          - Familie Pylaisiaceae
          - Familie Pylaisiadelphaceae
          - Familie Regmatodontaceae
          - Familie Rhytidiaceae
          - Familie Rutenbergiaceae
          - Familie Scorpidiaceae
          - Familie Sematophyllaceae
          - Familie Sorapillaceae
          - Familie Sterophyllaceae
          - Familie Symphydontaceae
          - Familie Theliaceae
          - Familie Thuidiaceae
          - Familie Trachylomataceae

- Abteilung Hornmoose (Anthocerotophyta)
  - Klasse Leiosporocerotopsida
    - Ordnung Leiosporocerotales
      - Familie Leiosporocerotaceae

  - Klasse Anthocerotopsida
    - Unterklasse Anthocerotidae
      - Ordnung Anthocerotales
        - Familie Anthocerotaceae
        - Familie Foliocerotaceae

    - Unterklasse Notothylatidae
      - Ordnung Notothyladales
        - Familie Notothylaceae

    - Unterklasse Dendrocerotidae
      - Ordnung Phymatocerotales
        - Familie Phymatocerotaceae

      - Ordnung Dendrocerotales
        - Familie Dendrocerotaceae

## Belege
- Wolfgang Frey, Eberhard Fischer, Michael Stech: Bryophytes and seedless Vascular Plants. In: Wolfgang Frey (Hrsg.): Syllabus of Plant Families - A. Engler's Syllabus der Pflanzenfamilien. 13. Auflage. Band 3. Borntraeger, Berlin / Stuttgart 2009, ISBN 978-3-443-01063-8.